# 서울특별시미래한강본부
서울특별시미래한강본부(서울特別市未來漢江本部)는 한강을 효율적으로 관리하고 시민생활과 관광에 기여하는 맑고 아름다운 하천으로 발전시키며 비상사태시 시민과 물자의 긴급수송·도강을 위한 도강장비의 관리를 분장하는 서울특별시청의 사업소이다. 본부장은 지방관리관 또는 지방이사관으로 보한다. 2023년 7월 17일에 서울특별시청 조직 개편으로 기관명이 '서울특별시미래한강본부'로 명칭이 변경되었다.

## 설치 근거 및 소관 사무

### 설치 근거
- 「서울특별시 행정기구 설치조례」 제57조제1항[2]

### 소관 사무
- 한강 친환경 자연성회복 계획 수립 및 시행
- 한강 이용활성화를 위한 정책개발 및 시행
- 한강공원의 효율적 관리
- 수상이용시설의 설치·운영관리
- 긴급도강시설의 운영관리
- 한강주운 및 수변개발 기본계획 수립
- 한강접근성 향상 및 경관개선 사업
- 그 밖에 한강관리에 관한 사항

## 연혁
- 1972년 10월 27일: 서울특별시한강안전관리대 설치.[3]
- 1976년 4월 8일: 서울특별시종합종말처리사업소 설치.[4]
- 1986년 8월 16일: 서울특별시한강관리사업소로 통합.[5]
- 1989년 12월 27일: 서울특별시한강공원관리사업소로 개편.[6]
- 1997년 4월 21일: 서울특별시한강관리사업소로 개편.[7]
- 2003년 1월 10일: 서울특별시한강시민공원사업소로 개편.[8]
- 2006년 9월 7일: 성동구 왕십리길 544로 청사 이전.
- 2007년 1월 2일: 서울특별시한강사업본부로 개편.[9]
- 2023년 7월 17일: 서울특별시미래한강본부로 개편

## 조직

### 본부장
- 총무부[10]
  - 총무과[11]
  - 기획예산과[11]
  - 문화홍보과[11]
  - 시민활동지원과[12]
  - 한강관광사업과[12]
- 운영부[10]
  - 운영총괄과[11]
  - 수상기획과[11]
  - 수상안전과[12]
  - 환경수질과[13]
  - 광나루안내센터[14]
  - 잠실안내센터[14]
  - 뚝섬안내센터[15]
  - 잠원안내센터[14]
  - 반포안내센터[16]
  - 이촌안내센터[14]
  - 여의도안내센터[12]
  - 양화안내센터[14]
  - 망원안내센터[14]
  - 난지안내센터[14]
  - 강서안내센터[14]
- 공원부[17]
  - 공원기획과[11]
  - 생태공원과[18]
  - 녹지관리과[19]
  - 공원사업과[12]
- 시설부[17]
  - 치수과[20]
  - 시설관리과[20]
  - 기전설비과[21]
  - 기반시설과[22]